# Kontonummer
Die Kontonummer ist eine eindeutige Nummer zur Identifizierung eines jeden Bankkontos. Mit der Kontonummer lässt sich der Zahlungsverkehr schnell und sicher abwickeln.
Die Kontonummern werden nicht willkürlich vergeben, sondern enthalten meist eine Prüfziffer, d. h. aus einer gegebenen Zahl wird mit Hilfe eines Algorithmus eine weitere Ziffer berechnet, die mit der vorgegebenen Zahl zusammen die Kontonummer bildet. Meist steht die Prüfziffer am Ende der Kontonummer. Bei der Internationalen Bankkontonummer (IBAN) ist die Prüfsumme zweistellig und steht gleich nach dem Ländercode, z. B. DE78.
Innerhalb eines Kreditinstituts werden teilweise zusätzliche organisatorische Ordnungskriterien in der Kontonummer abgebildet. Beispiele dafür sind die Nummer der kontoführenden Filiale, die oft in den ersten Stellen der Kontonummer abgebildet wird, oder eine Unterkontonummer (z. B. zwei Ziffern am Ende der Kontonummer), die angibt, ob es sich um Kontokorrentkonten, Spar-, Darlehens-, Festgeld- oder Anderkonten handelt, und die es bei der elektronischen Weiterverarbeitung ermöglicht, Zahlungen an die richtigen Folgesysteme weiterzuleiten.

## Deutschland
In Deutschland ist der Zahlungsverkehr durch das DFÜ-Abkommen vereinheitlicht; externe Kontonummern bestehen aus bis zu zehn Dezimalziffern. Falls nötig, kann man bei niedrigen Kontonummern Füllnullen verwenden. Zusammen mit der Bankleitzahl ermöglicht die Kontonummer eine eindeutige Identifizierung eines deutschen Bankkontos.
In den internen Systemen verwenden vor allem Großbanken manchmal längere – z. B. zwölfstellige – Kontonummern, die die Nummer einer Hauptfiliale enthalten und mit denen bankintern die Eindeutigkeit ohne die Speicherung der zugehörigen Bankleitzahl erreicht werden kann.
Die Prüfzifferberechnungsmethode ist bei deutschen Banken nicht einheitlich, es gibt derzeit 143 verschiedene Methoden, die für die einzelnen Bankleitzahlen festgelegt sind.
Die Prüfzifferberechnungsmethoden ändern sich in unregelmäßigen Abständen. Zum Gültigkeitstermin 6. Juni 2011 erfolgte eine Änderung der Prüfzifferberechnungsmethoden B8, C6 und D4. Zudem wurden die neuen Prüfzifferberechnungsmethoden D7 und D8 gültig. Software, die Bankverbindungen validiert, muss die aktuellen Prüfzifferberechnungsmethoden berücksichtigen.

## Österreich
In Österreich werden bis zu elfstellige Kontonummern und fünfstellige Bankleitzahlen verwendet. Es gibt wie in Deutschland institutsspezifische Prüfzifferberechnungsmethoden.

## Schweiz
Kontonummern in der Schweiz haben bis zu 16 Stellen. Die Länge und etwaige Prüfzifferberechnungsmethoden sind uneinheitlich. Eine besondere Rolle für den Zahlungsverkehr spielen Postgirokonten.
In der Schweiz haben die Banken seit 1. Januar 2006 die Angabe der Kontonummern auf das IBAN-Format mit 21 Stellen umgestellt. In der Übergangsfrist wurden weiter die alten Kontonummern akzeptiert – seit 1. Januar 2010 ist die Verwendung der IBAN des Begünstigten verpflichtend. Banken dürfen daher Überweiser ohne IBAN zurückweisen, jedoch machen viele Banken davon keinen Gebrauch. Bei Inlandsüberweisungen wird das Routing weiter über die BC-Nummer durchgeführt, die in der IBAN mitkodiert ist. Bei Online-Überweisungen ist es üblich, bei Eingabe der IBAN das Feld mit der BC-Nummer automatisch zu befüllen.

## Belgien
Belgische Kontonummern sind zwölfstellig und bestehen aus drei Blöcken (z. B. 091-0122401-16).
- Dreistelliger Block: Protokollnummer, welche Aufschluss über die Bank gibt.
- Siebenstelliger Block: Eigentliche Kontonummer
- Zweistelliger Block: Prüfziffer

Die Prüfziffer ist der Rest aus der Division der ersten beiden Blöcke durch 97 (mod 97). Ist der Rest 0, so ist die Prüfziffer 97. Ist die Prüfziffer kleiner als zehn wird eine 0 vorangestellt.

## Frankreich
Französische Kontonummern sind elfstellig und können Buchstaben enthalten. Auf Schecks und Kontoauszügen werden sie normalerweise zusammen mit einem Code für die Bank (Code banque = 5 stellig), dem Schalter-Code (Code guichet = 5 stellig), dann der eigentlichen Kontonummer (Numéro de compte = 11 stellig) und einer Prüfsumme (Clé RIB = 2 stellig)  als 23-stelliger RIB („relevé d'identité bancaire“) angegeben.  Die Prüfsumme am Ende des RIB kann nach dem einheitlichen Algorithmus (mod 97) berechnet werden.

## Spanien
In Spanien identifiziert die Kontonummer (Código cuenta cliente) nicht nur das Konto selbst, sondern beinhaltet ebenfalls die Identifikationsdaten des kontoführenden Instituts vergleichbar zur deutschen Bankleitzahl. Ihr Aufbau ist spanienweit einheitlich. Spanische Kontonummern bestehen nur aus Ziffern und sind 20 Stellen lang, wobei sie sich in 4 Abschnitte untergliedern: Zuerst eine Vierergruppe, die die Bank beschreibt, dann eine weitere Vierergruppe zur Identifikation der Zweigstelle, im Anschluss 2 Prüfziffern und zuletzt die eigentliche 10-stellige Kontonummer. Hierbei prüft die erste Prüfziffer die ersten 8 Stellen, die zweite die letzten 10 Stellen.
Spanische Kontonummern werden wie folgt formatiert: 2100 0418 45 0200051332
Die Prüfzifferberechnungsmethode ist im Gegensatz zu Deutschland landesweit einheitlich und verwendet einen gewichteten Modulus-11-Check-Algorithmus.
Berechnungsbeispiel für Prüfziffer 1:
```
 1. ggf. führende Nullen ergänzen: 0, 0, 2, 1, 0, 0, 0, 4, 1, 8
    Gewichtungstabelle:            1, 2, 4, 8, 5,10, 9, 7, 3, 6
 2. Gewichtet aufsummieren:        0, 0, 8, 8, 0, 0, 0,28, 3,48 = 95 = 1*0+2*0+4*2+8*1+5*0+10*0+9*0+7*4+3*1+6*8 = 8+8+28+3+48
 3. Rest Modulus 11 bestimmen: 95 % 11 = 7
 4. Ergebnis von 11 subtrahieren: 11-7 = 4
 5. Falls Ergebnis gleich 10, setze Ergebnis auf 1 bzw. falls Ergebnis gleich 11, setze Ergebnis auf 0.
 Gesamtergebnis: 4

```

Die zweite Prüfziffer wird nach dem gleichen Schema berechnet.